# Gesloten Siciliaans
Bij schaken is het Gesloten Siciliaans met als kenmerkende zetten 1.e4 c5 2.Pc3 een variant binnen de opening Siciliaans. Gesloten Siciliaans is een rustige en strategische opening die vaak leidt tot een langzame, witte koningsaanval. Zwart vecht meestal voor tegenspel op de damevleugel. Deze opening is een goed alternatief voor 2.Pf3. De opening werd vooral populair na successen van Vasili Smyslov en Boris Spasski.